# Серро-Браво
Серро-Браво (ісп. Cerro Bravo) — вулкан в департаменті Толіма, Колумбія, на території національного парку Лос-Невадос.
Серро-Браво — стратовулкан, висотою 4000 м. Знаходиться на північ від вулкану Невадо-дель-Руїс. Почав формуватися в епоху плейстоцену. Складений переважно дацитами. В  сучасний період відомий  плініанським типом виверження, викидами пірокластичних потоків. В результаті вулканічної діяльності утворився вулканічний купол. У сучасний період вулкан вивергався близько десятка разів. Письмових джерел про виверження вулкану немає, але радіовуглецевий аналіз вулканічних порід показує, що вулкан останній раз активно собі виявляв зовсім недавно, в XVIII–XIX ст. Вершина вулкану дуже рідко покривається снігом.

## Ресурси Інтернету
- Вулкан Серро-Браво. Global Volcanism Program. Смітсонівський інститут. (англ.)
- Volcano Live — John Search
- Vulcanism.ru

## Виноски
1. ↑  Вулкан Серро Браво. Global Volcanism Program. Смітсонівський інститут. Процитовано 01-01-2013. (англ.)